# Kaarmise
Kaarmise – wieś w Estonii, w prowincji Saare, w gminie Kaarma. Pod koniec 2004 roku wieś zamieszkiwały 24 osoby. Od północy wieś graniczy z płytkim jeziorem Kaarmise järv.